# 1,3,5-Triphenylbenzol
1,3,5-Triphenylbenzol ist eine chemische Verbindung aus der Gruppe der Benzolderivate.

## Gewinnung und Darstellung
1,3,5-Triphenylbenzol kann durch Kondensation von Acetophenon mittels Säuren oder durch Cyclopolymerisation aus Phenylacetylen gewonnen werden.
In Gegenwart von Natriummethanolat-Spuren bildet sich aus β-Nitrostyrolen und zwei Äquivalenten Dimethylformamid-dimethylacetal in DMF in mäßigen Ausbeuten (bis 40 %) 1,3,5-Triphenylbenzol.

## Eigenschaften
1,3,5-Triphenylbenzol ist ein hellbrauner Feststoff, der praktisch unlöslich in Wasser ist. Er besitzt eine orthorhombische Kristallstruktur mit der Raumgruppe Pna21 (Raumgruppen-Nr. 33).

## Verwendung
1,3,5-Triphenylbenzol kann zur Herstellung anderer chemischer Verbindungen verwendet werden.